# Chassalia propinqua
Chassalia propinqua är en måreväxtart som beskrevs av Henry Nicholas Ridley. Chassalia propinqua ingår i släktet Chassalia och familjen måreväxter.
Artens utbredningsområde är Sumatera. Inga underarter finns listade i Catalogue of Life.